# ヘイッキ・アリコスキ
ヘイッキ・アリコスキ（Heikki A. Alikoski、1912年-1997年）は、フィンランドの天文学者である。

## 人物
ユルィヨ・バイサラの下で1937年から1956年までトゥルク天文台の助手として働いていた時に、その名誉を称えて小惑星アリコスキが命名された。自身でも13個の小惑星を発見している。後に、トゥルク天文学光学研究所を設立した。